# El Jaish SC (handball)
La section de handball du El Jaish SC est un club situé à Doha au Qatar et évoluant dans le Championnat du Qatar.
Le club a fusionné en 2017 avec le Lekhwiya SC pour former l'Al-Duhail SC.

## Palmarès
Compétitions nationales
- Championnat du Qatar (1) : 2013

Compétitions internationales
- Ligue des champions de l'AHF (2):  2013, 2014

## Joueurs emblématiques
- Rafael Capote
- Jovo Damjanović
- Hadi Hamdoon
- Mahmoud Hassab Alla
- Hassan Mabrouk
- Kamalaldin Mallash
- Zarko Markovic
- Eldar Memišević
- Goran Stojanović
- Issam Tej